# Ding Liren
Det här är en artikel om en person med kinesiskt personnamn; Ding är familjenamnet.
Ding Liren (kinesiska: 丁立人), född 24 oktober 1992 i Wenzhou, Kina, är en kinesisk stormästare i schack och var den sjuttonde världsmästaren i schack. Han är en trefaldig vinnare i de kinesiska schackmästerskapen.
Ding var obesegrad i klassisk schack, från augusti 2017 till november 2018, då han fick 29 segrar och 71 oavgjorda. Dessa 100 obesegrade partier är den längsta i schackhistorian på toppnivå. Han blev slagen av den rysk-nederländske stormästaren Sergei Tiviakov.

## Karriär
Ding är en trefaldig kinesisk schackmästare (2009, 2011, 2012) och har representerat Kina vid alla fyra schackolympiader från 2012 till 2018 och vunnit lagguldmedaljer 2014 respektive 2018 och individuella brons- och guldmedaljer 2014 respektive 2018. Han vann också lagguld och individuellt silver vid lag-VM 2015.
I augusti 2015 blev han den andra kinesiska spelaren efter Wang Jue som gick upp till topp 10 i världsrankningen av FIDE. I juli 2016, med ett Blitz-betyg på 2875, var han världens högst rankade Blitz-spelare.
I september 2017 blev han den första kinesiska spelaren som kvalificerade sig för en kandidatturnering, den näst sista etappen i världsmästerskapet. Han kom på en fjärde plats med +1−0 = 13, den enda kandidaten utan förlust vid evenemanget.
I september 2018 blev Ding den första kinesiska spelaren som passerade en Elo-rating över 2800, och i november samma år nådde han ett betyg på 2816, vilket då var den tionde högsta ratingen i historien. I augusti 2019 vann han Sinquefield Cup 2019 med 2 segrar och 9 oavgjorda samt slog den regerande världsmästaren Magnus Carlsen i slutspelet.
Ding Liren vann 2019 Sinquefield Cup.
Vid schackvärldsmästerskapet 2023 kvalificerade han sig för världsmästerskapskandidattävlingen baserat på hans bästa liveresultat. Han tog en 2:a plats i turneringen bakom Jan Nepomnjasjtjij. Eftersom den regerande världsmästaren Magnus Carlsen har valt att inte försvara sin titel kunde han möta Nepomnjasjtjij. Efter oavgjort 7–7 i grundserien i VM-finalen vann han 2½–1½ i slutspelet och blev därmed den 17:e världsmästaren i schack.
Året efter, i Singapore i december 2024, förlorade Ding Liren titeln till utmanaren Gukesh Dommaraju, när han förlorade sista partiet och därmed matchen med 6½ - 7½.

## Utbildning
Ding gick i Chant Garden Elementary School i Wenzhou, Zhejiang. Senare studerade han vid Wenzhou High School and slutligen Law School of Peking University.